# ウルのスタンダード
ウルのスタンダード（英語: Standard of Ur）は、紀元前2600年ごろのシュメールの古代都市ウルの遺跡から出土した工芸品。発見者であるイギリスの考古学者レオナード・ウーリーの説にしたがって「スタンダード（Standard、旗章、軍旗）」と呼ばれているが、その実際の用途は明らかになっていない。
高さ21.6cm、幅49.5cm、奥行4.5cmの横長の箱で、前後左右それぞれの面にラピスラズリ、赤色石灰岩、貝殻などを瀝青（ビチューメン）で固着したモザイクが施されている。大きな面の一方には戦車（チャリオット）と歩兵を従えたウルの王が敵を打ち負かす「戦争の場面」、その反対側の面には山羊や羊、穀物の袋などの貢納品が運ばれ王と家臣が宴会を楽しむ「平和の場面」（「饗宴の場面」）が描かれている。大英博物館に所蔵されているシュメールの代表的な美術工芸品である。

## 概要

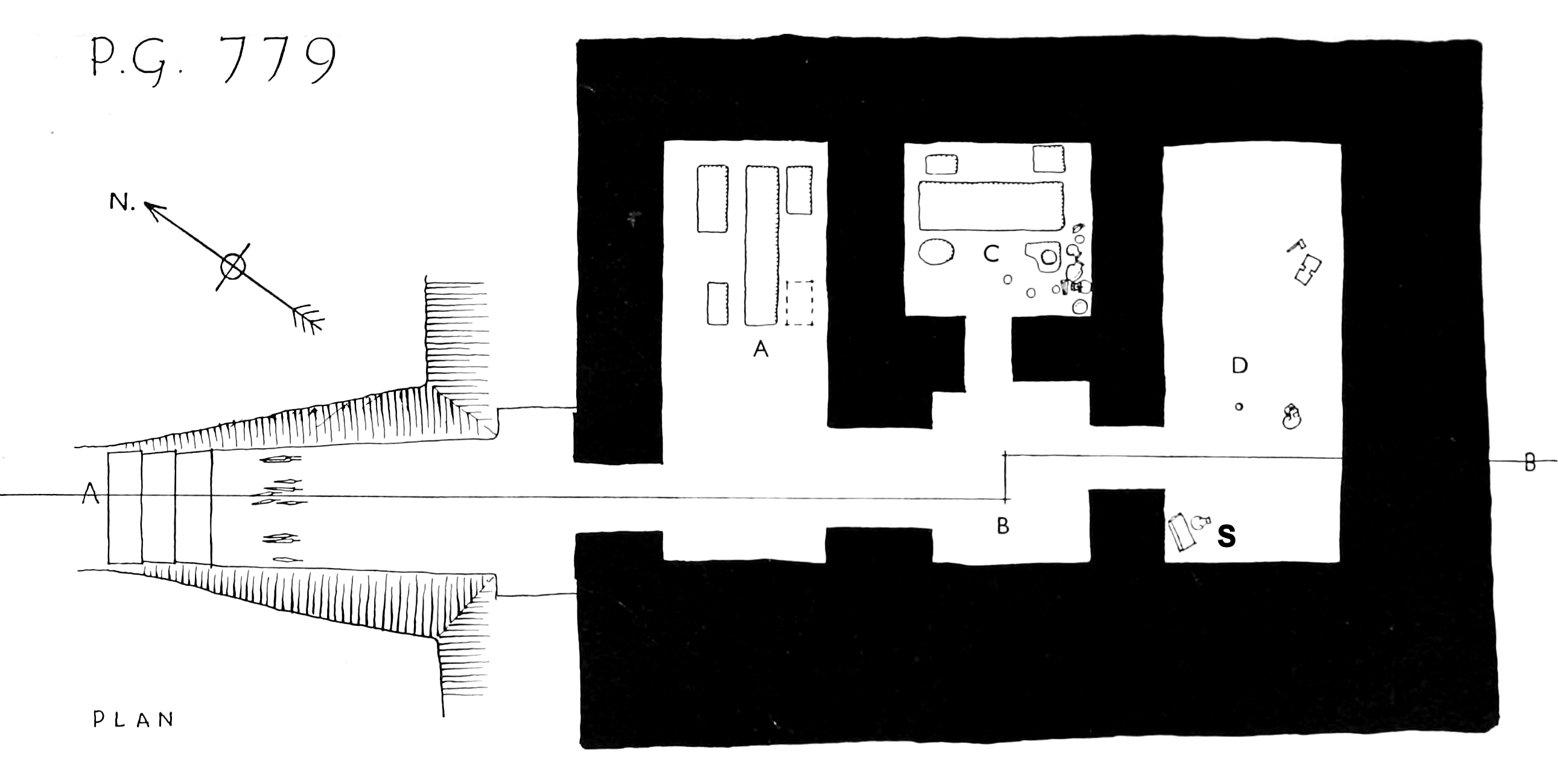
779号墓見取図。ウルのスタンダードは図右側Sの位置で発見された。

1927年から1928年にかけてレオナード・ウーリーが行ったシュメール初期王朝時代の遺跡「ウル王墓」発掘調査で、遺跡内でも最大級の王墓PG779号墓から発見された。遺跡には王や后だけでなく多数の（789号墓ではおよそ60人の）殉葬者も副葬品と伴に葬られており、王権の大きさがうかがえる。ウルのスタンダードは王墓でバラバラの状態で発見され、後に箱状に復元された。用途について解釈は定まっていないが、楽器の共鳴胴とする説もある。大きな面の片面は「戦争の場面」、もう一方は通常「平和の場面」と呼ばれているが、その内容から「饗宴の場面」あるいは「豊穣の宴を描いた場面」ともされている。

### 戦争の場面

「戦争の場面」

「戦争の場面」の下段には、4頭立ての戦車（チャリオット）が4両あるが、左から右にいくにしたがって前足があがっており、一台の戦車が次第に速度を増していく様子を描いているとも解釈できる。この戦車を牽いているのは馬ではなくオナガー（アジアノロバ）と見られてきたが、2022年に発表された論文では雌のロバと雄のシリアノロバの交雑種「クンガ」の可能性が高いとされた。その足元には敵の死骸も描かれている。戦車には弓兵の姿は見られず、槍を構えた兵が描かれているが、これは当時弓兵がいなかったことを示すものではなく、都市間戦争が一般に接近戦であったため弓が不向きであったことなどが理由として考えられる。中段左には冑をかぶりマントを身に着け手斧をもった8人のウル兵士が、中央には敵を捕らえた兵士、そして右側には胸や頭を負傷した敵兵の姿が描かれている。上段中央は王であるが、モザイクが欠損しているためその表情や服装は不明である。王の左には3人の高官が、右には連行されてきた敵兵の姿がみえる。

### 平和の場面

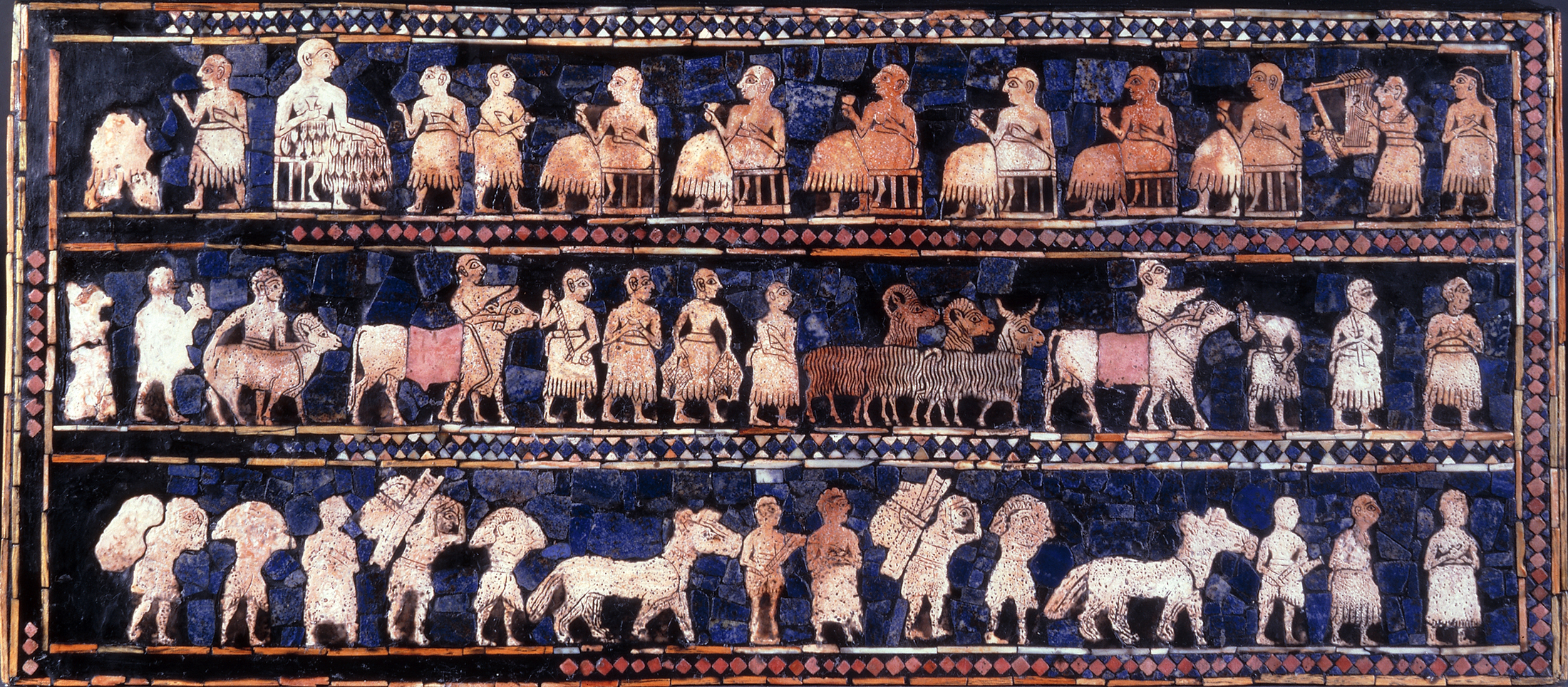
「饗宴の場面」「平和の場面」

「平和の場面」の中段から下段は牡牛、山羊、羊、魚、穀物をいれた袋などさまざまな地域からの献上品を運ぶ列で、いずれも胸の前で手を組む恭順の仕草を示した人物に率いられている。上段左から3人目の人物はひときわ大きく、また腰に巻いたカウナケス（Kaunakes、羊皮の腰巻）も細かく描写されていることから、ウルの王であることが窺える。上段右から2人目の楽師が手にする牡牛の竪琴は、同じ形の竪琴がウル王墓から出土している。この楽師の背後の人物は一見髪が長く女性のようであるが、上半身裸という男性の服装で（当時の女性は片方の肩だけを露出する服装であった）実際は去勢された男性歌手（カストラート）であると考えられている。このことからウルのスタンダードには女性が一人も描かれていないことになるが、こうした王妃も王女も描かれない図柄は他のシュメール初期王朝時代の飾り板などにもみられ、古代メソポタミアの都市国家ラガシュの王グデアの碑文にも女性は不浄であるため神殿工事からは除外することが記されており、こうした考えからスタンダードにも女性が描かれなかったものと考えられる。
ウルのスタンダードは、戦争に勝利することと都市国家に豊穣をもたらすことという王権の二つの抽象的な機能を美しいモザイクで図像化しており、シュメールの洗練された文化を示すものである。